# Nanna Jansson
Nanna Kristina Jansson  (* 7. Juli 1983 in Gävle) ist eine ehemalige schwedische Eishockeynationalspielerin, die auf Vereinsebene für den Brynäs IF, AIK Solna und Segeltorps IF aktiv war.

## Karriere
Nanna Janssons Heimatverein ist der Gävle GIK, für den sie neben Eishockey auch Fußball und Feldhockey spielte. Zwischen 1996 und 2006 spielte sie für Brynäs IF in der Riksserien. Anschließend wechselte sie zu AIK Solna, mit dem sie den IIHF European Women Champions Cup gewann und 2007 schwedischer Meister wurde. Nach diesem Erfolg wechselte sie zum Segeltorps IF und gewann 2008 eine weitere nationale Meisterschaft.
In der Saison 2009/10 war sie für den Sandviken IK aktiv, ehe sie ihre Karriere beendete.
In der Saison 2011/12 war sie Trainerin der U16-Junioren des Gävle GIK, in der folgenden Saison Assistenztrainerin der B-Junioren des Vereins. In der Saison 2014/2015 war sie beim schwedischen Eishockeyverband beschäftigt, um die Entwicklung des schwedischen Fraueneishockeys zu fördern.
Zur Saison 2015/16 wurde sie Assistenztrainer der Frauenmannschaft von Brynäs IF.

### International
Jansson debütierte 1999 für die schwedische Nationalmannschaft und absolvierte insgesamt über 150 Länderspiele für Schweden. Sie hat Schweden bei fünf Weltmeisterschaften vertreten und gewann dabei 2005 und 2007 jeweils die Bronzemedaille. Bei den Olympischen Winterspielen 2002 in Salt Lake City gewann sie mit dem Nationalteam die Bronzemedaille im olympischen Eishockeyturnier und vier Jahre später bei den Olympischen Winterspielen in Turin die Silbermedaille.

## Erfolge und Auszeichnungen
- 2002 Bronzemedaille bei den Olympischen Winterspielen
- 2005 Bronzemedaille bei der Weltmeisterschaft
- 2006 Silbermedaille bei den Olympischen Winterspielen
- 2006 Gewinn des IIHF European Women Champions Cup mit AIK Ishockey
- 2007 Schwedischer Meister mit AIK Ishockey
- 2007 Bronzemedaille bei der Weltmeisterschaft
- 2008 Schwedischer Meister mit Segeltorps IF